# Raquel Socías
Raquel Socías est une ex-joueuse espagnole de rugby à XV, née le 7 octobre 1975, de 1,63 m pour 60 kg, occupant le poste de centre (no 12 ou 13) pour USAP XV féminin, Université polytechnique de Valence, CRC Pozuelo, d'Olímpico R.C., Club de Rugby Liceo Francés et en sélection nationale pour l'équipe d'Espagne.
Elle participe au Tournoi des six nations féminin.
Elle est sélectionnée pour la Coupe du monde féminine de rugby à XV qui commence le 31 août 2006.

## Palmarès
- 39 sélections en équipe d'Espagne
- participations au Tournoi des six nations féminin
- participations aux Coupe du monde féminine de rugby à XV 1998 et Coupe du monde féminine de rugby à XV 2006